# 長江南路
長江南路是中華人民共和國上海市宝山区的一條西北東南走向道路，西北與通南路、郁江巷路和淞發路相交，東南至逸仙路。道路始建於中華民国27年（1938年），當時起名為大上海支路。1959年更名為長江南路。1996年拓寬。上海軌道交通三號線長江南路站即得名於該條道路。